# Alpen Cup w biegach narciarskich 2019/2020
Alpen Cup w biegach narciarskich 2019/2020 to kolejna edycja tego cyklu zawodów. Rywalizacja rozpocznie się 7 grudnia 2019 r. w słoweńskim ośrodku narciarskim Pokljuka, a zakończy się 22 marca 2020 r. w niemieckim Zwiesel.
Obrońcami tytułów są  wśród kobiet Niemka Antonia Fräbel, a wśród mężczyzn Francuz Valentin Chauvin.

## Kalendarz i wyniki

### Kobiety
| Lp. | Data             | Miejscowość             | Dystans                              | 1. miejsce              | 2. miejsce              | 3. miejsce         |
| --- | ---------------- | ----------------------- | ------------------------------------ | ----------------------- | ----------------------- | ------------------ |
| 1.  | 7 grudnia 2019   | Pokljuka                | Sprint s. dowolnym                   | Katja Višnar            | Vesna Fabjan            | Dahria Beatty      |
| 2.  | 8 grudnia 2019   | Pokljuka                | 10 km s. dowolnym                    | Elisa Brocard           | Sara Pellegrini         | Flora Dolci        |
| 3.  | 19 grudnia 2019  | St. Ulrich am Pillersee | Sprint s. dowolnym                   | Coletta Rydzek          | Lena Quintin            | Enora Latuillière  |
| 4.  | 20 grudnia 2019  | St. Ulrich am Pillersee | 10 km s. dowolnym                    | Ilaria Debertolis       | Petra Nováková          | Anna Comarella     |
| 5.  | 21 grudnia 2019  | St. Ulrich am Pillersee | 10 km s. klasycznym                  | Petra Nováková          | Ilaria Debertolis       | Juliette Ducordeau |
| 6.  | 4 stycznia 2020  | Campra                  | Sprint s. klasycznym                 | Ilaria Debertolis       | Anne Winkler            | Greta Laurent      |
| 7.  | 5 stycznia 2020  | Campra                  | 10 km s. klasycznym                  | Coralie Bentz           | Ilaria Debertolis       | Sara Pellegrini    |
| 8.  | 18 stycznia 2020 | Pragelato/ Sestriere    | 15 km s. klasycznym (start masowy)   | Dahria Beatty           | Katherine Stewart-Jones | Sara Pellegrini    |
| 9.  | 19 stycznia 2020 | Pragelato/ Sestriere    | 5 km s. dowolnym                     | Katherine Stewart-Jones | Elisa Brocard           | Dahria Beatty      |
| 10. | 7 lutego 2020    | Tarvisio (UD)           | Sprint s. dowolnym                   | Kateřina Janatová       | Anne Winkler            | Sofie Krehl        |
| 11. | 8 lutego 2020    | Tarvisio (UD)           | 10 km s. klasycznym                  | Victoria Carl           | Kateřina Janatová       | Sara Pellegrini    |
| 12. | 9 lutego 2020    | Tarvisio (UD)           | 7,5 km s. dowolnym                   | Elisa Brocard           | Ilaria Debertolis       | Sara Pellegrini    |
| 13. | 20 marca 2020    | Zwiesel                 | 2,5 km s. klasycznym (prolog)        | Odwołany                | Odwołany                | Odwołany           |
| 14. | 21 marca 2020    | Zwiesel                 | 5 km s. dowolnym (start masowy)      | Odwołany                | Odwołany                | Odwołany           |
| 15. | 22 marca 2020    | Zwiesel                 | 10 km s. klasycznym (bieg pościgowy) | Odwołany                | Odwołany                | Odwołany           |

### Mężczyźni
| Lp. | Data             | Miejscowość             | Dystans                              | 1. miejsce        | 2. miejsce         | 3. miejsce       |
| --- | ---------------- | ----------------------- | ------------------------------------ | ----------------- | ------------------ | ---------------- |
| 1.  | 7 grudnia 2019   | Pokljuka                | Sprint s. dowolnym                   | Michael Hellweger | Renaud Jay         | Arnaud Chautemps |
| 2.  | 8 grudnia 2019   | Pokljuka                | 15 km s. dowolnym                    | Hugo Lapalus      | Bernhard Tritscher | Valentin Mättig  |
| 3.  | 19 grudnia 2019  | St. Ulrich am Pillersee | Sprint s. dowolnym                   | Jules Chappaz     | Giacomo Gabrielli  | Enrico Nizzi     |
| 4.  | 20 grudnia 2019  | St. Ulrich am Pillersee | 15 km s. dowolnym                    | Dietmar Nöckler   | Livio Bieler       | Paolo Ventura    |
| 5.  | 21 grudnia 2019  | St. Ulrich am Pillersee | 15 km s. klasycznym                  | Jules Chappaz     | Mikael Abram       | Jean Tiberghien  |
| 6.  | 4 stycznia 2020  | Campra                  | Sprint s. klasycznym                 | Valentin Chauvin  | Arnaud Chautemps   | Richard Leupold  |
| 7.  | 5 stycznia 2020  | Campra                  | 15 km s. klasycznym                  | Dietmar Nöckler   | Stefano Gardener   | Paolo Ventura    |
| 8.  | 18 stycznia 2020 | Pragelato/ Sestriere    | 30 km s. klasycznym (start masowy)   | Paolo Ventura     | Simone Daprá       | Gilberto Panisi  |
| 9.  | 19 stycznia 2020 | Pragelato/ Sestriere    | 10 km s. dowolnym                    | Jean Tiberghien   | Clement Arnault    | Candide Pralong  |
| 10. | 7 lutego 2020    | Tarvisio (UD)           | Sprint s. dowolnym                   | Jules Chappaz     | Erwan Käser        | Janik Riebli     |
| 11. | 8 lutego 2020    | Tarvisio (UD)           | 15 km s. klasycznym                  | Jules Chappaz     | Thomas Wick        | Thomas Bing      |
| 12. | 9 lutego 2020    | Tarvisio (UD)           | 15 km s. dowolnym                    | Stefano Gardener  | Jean Tiberghien    | Stefan Zelger    |
| 13. | 20 marca 2020    | Zwiesel                 | 3,3 km s. klasycznym (prolog)        | Odwołany          | Odwołany           | Odwołany         |
| 14. | 21 marca 2020    | Zwiesel                 | 10 km s. dowolnym (start masowy)     | Odwołany          | Odwołany           | Odwołany         |
| 15. | 22 marca 2020    | Zwiesel                 | 15 km s. klasycznym (bieg pościgowy) | Odwołany          | Odwołany           | Odwołany         |

## Klasyfikacje
| Lp. | Zawodniczka        | Punkty |
| --- | ------------------ | ------ |
| 1.  | Ilaria Debertolis  | 584    |
| 2.  | Sara Pellegrini    | 518    |
| 3.  | Elisa Brocard      | 412    |
| 4.  | Cristina Pittin    | 359    |
| 5.  | Desiree Steiner    | 356    |
| 6.  | Francesca Franchi  | 325    |
| 7.  | Martina Bellini    | 312    |
| 8.  | Nadine Herrmann    | 280    |
| 9.  | Kateřina Janatová  | 240    |
| 10. | Lena Quintin       | 235    |
| 11. | Petra Nováková     | 230    |
| 12. | Anne Winkler       | 210    |
| 13. | Alina Meier        | 200    |
| 14. | Coralie Bentz      | 192    |
| 15. | Juliette Ducordeau | 182    |

| Lp. | Zawodnik         | Punkty |
| --- | ---------------- | ------ |
| 1.  | Jean Tiberghien  | 484    |
| 2.  | Jules Chappaz    | 450    |
| 3.  | Stefano Gardener | 389    |
| 4.  | Arnaud Chautemps | 371    |
| 5.  | Paolo Ventura    | 356    |
| 6.  | Simone Daprá     | 312    |
| 7.  | Daniele Serra    | 295    |
| 8.  | Dietmar Nöckler  | 243    |
| 9.  | Thomas Wick      | 210    |
| 10. | Lorenzo Romano   | 209    |
| 11. | Théo Schely      | 204    |
| 12. | Mirco Bertolina  | 199    |
| 13. | Tom Mancini      | 197    |
| 14. | Mikael Abram     | 187    |
| 15. | Livio Bieler     | 164    |

## Wyniki Polaków

### Mężczyźni
| Zawodniczk       | Pokljuka 7.12 (SP F) | Pokljuka 8.12 (15 km F) | St. Ulrich am Pillersee 19.12 (SP F) | St. Ulrich am Pillersee 20.12 (15 km F) | St. Ulrich am Pillersee 21.12 (15 km C) | Campra 4.01 (SP C) | Campra 5.01 (15 km C) | Pragelato/ Sestriere 18.01 (30 km C) | Pragelato/ Sestriere 19.01 (10 km F) | Tarvision (UD) 7.02 (SP F) | Tarvision (UD) 8.03 (15 km C) | Tarvision (UD) 9.03 (20 km F) |
| ---------------- | -------------------- | ----------------------- | ------------------------------------ | --------------------------------------- | --------------------------------------- | ------------------ | --------------------- | ------------------------------------ | ------------------------------------ | -------------------------- | ----------------------------- | ----------------------------- |
| Kacper Antolec   | –                    | –                       | 41                                   | 51                                      | 43                                      | –                  | –                     | –                                    | –                                    | –                          | –                             | –                             |
| Adrian Cheba     | 91                   | 89                      | –                                    | –                                       | –                                       | –                  | –                     | –                                    | –                                    | –                          | –                             | –                             |
| Mateusz Haratyk  | –                    | –                       | 46                                   | 32                                      | 23                                      | –                  | –                     | –                                    | –                                    | –                          | –                             | –                             |
| Michał Skowron   | –                    | –                       | 40                                   | 48                                      | 38                                      | –                  | –                     | –                                    | –                                    | –                          | –                             | –                             |
| Mateusz Szczotka | DNS                  | DNS                     | 90                                   | 84                                      | DNS                                     | –                  | –                     | –                                    | –                                    | –                          | –                             | –                             |